# Dasyfidonia
Dasyfidonia is een geslacht van vlinders van de familie spanners (Geometridae), uit de onderfamilie Ennominae.

## Soorten
- D. avuncularia (Guenée, 1858)
- D. macdunnoughi Guedet, 1935